# Louise Lolle
Louise Lolle (født 5. maj 1982 i Grenaa) er en dansk sanger, kendt fra den nu opløste danske pop-gruppe, EyeQ. Hun er uddannet journalist og arbejder på P6. Har sunget i forskellige bands sidenhen og skrevet sange til andre artister. Har derudover lavet en EP under pseudonym som soloartist.
Senest har hun udgivet sange som Elle Elle, et soloprojekt som er blevet til i samarbejde med Silas Tinglef og udgives på Gold Records. I 2022 udsender Elle Elle både en EP og et fuldlængdealbum. 